# Grandrieu (Lozère)
Grandrieu – miejscowość i gmina we Francji, w regionie Oksytania, w departamencie Lozère.
Według danych na rok 1990 gminę zamieszkiwały 844 osoby, a gęstość zaludnienia wynosiła 13 osób/km² (wśród 1545 gmin Langwedocji-Roussillon Grandrieu plasuje się na 386. miejscu pod względem liczby ludności, natomiast pod względem powierzchni na miejscu 26.).

## Współpraca
Miejscowość partnerska:
- Sivry-Rance, Belgia